# Google文件編輯器
Google文件編輯器（Google Docs Editors），是Google提供的網頁式辦公套件在线服務，包含文書處理（Google文件）、電子試算表（Google試算表）、簡報演示（Google簡報）和互動表單（Google表單）。用戶可線上免費創建和編輯檔案，同時與其他用戶共同協作。

## 历史
Google文件来源于两个独立的产品，分别是Writely和Google Spreadsheets。Writely是由软件公司Upstartle创建的基于Web的独立字处理软件，发布于2005年8月。原先的功能包括协同文字编辑套装以及访问控制功能。菜单、键盘快捷键和对话框的展现方式与使用GUI的字处理软件，例如Microsoft Word和OpenOffice.org Writer十分相似。
- 2006年3月9日，Google公司宣布并购Upstartle。[4]在并购发生的时候，Upstartle总共拥有4名员工，[5]与此同时Writely停止注册直到整体服务移入Google服务器的操作完成。[4]2006年8月，Writely向那些位于申请等待列表上的用户发送帐户邀请，紧接着于8月23日向公众开放。Writely依旧使用自己的用户系统直至2006年9月19日与Google账户整合完成。[6]Writely原先运行于微软公司ASP.NET技术上，使用视窗操作系统。然而从2006年7月开始，Writely的服务器被发现已转移到基于Linux的操作系统。[7]而与此同时，Google开发了Google Spreadsheets。这款产品引入了今天能在Google文件中看到的大多数功能。Google于2006年6月6日正式发布Spreadsheets，最初只有一小部分的用户能够使用Spreadsheets，基于先到先得的原则。随后限制性测试被替换为面向所有Google帐户拥有者的beta版本。
- 2006年10月10日，Google將Writely與旗下Google Spreadsheets整合為Google Docs & Spreadsheets。
- 2007年2月，Google向Google Apps中提供了Google文件服务。
- 2007年6月，Google在文件的首页的引入文件夹并以此取代了原先的labels，显示于网页的侧边栏。
- 2007年4月17日，Google併購Tonic Systems公司，以取得其線上文檔管理相關技術。[8]
- 2007年9月17日，Google加入了簡報演示功能。[9]
- 2008年4月1日，Google文档开始通过Google Gears提供离线编辑功能。[10]
- 2008年年6月，Google文档开始支援PDF文件[11]。
- 2009年3月25日，Google文档开始通过SVG或VML支援绘图[12]。
- 2009年7月6日，Google在其官方博客中声明Google文件将被去掉beta标记，成为正式版本。[13]
- 2012年4月24日，Google推出Google雲端硬碟，整合了原有的Google文件，結合了線上編輯文件、檔案共享，並提供5GB免費儲存容量。[14]。
- 2012年10月31日，Google加入了互動表單功能。

## 特点
用户可以在Google文件中创建文档、電子製表和演示文件，也可以通过web界面或电子邮件导入到Google文件中。默认情况下这些文件保存在Google的服务器上，用户也可以将这些文件以多种格式（包括OpenOffice、HTML、PDF、RTF、文本文件、Word）下载到本地电脑中。正在编辑的文件会被自动保存以防止数据丢失，编辑更新的历史也会被记录在案。为方便组织管理，文件可以存档或加上自定义的标签。
Google文件支援多用户协同工作。文档可以同时被多个用户共享，開啟和编辑。在電子製表中，用户可以设置通过电子邮件提醒任何指定区域的更改。程式支援ISO标准的开放文档格式格式。支援流行的Office的文件格式，包括.doc，.docx，.xls(行動應用程式已不支援編輯儲存)和.xlsx。对PDF格式仅支援上传和共享。

## 限制
- Google文件：上限為102萬字元。由文字文件轉換成的Google文件，大小上限則是50MB[16]。
- Google試算表：上限為500萬個儲存格[16]。
- Google簡報：上限為100MB[16]。

当前用户可以通过Mozilla Firefox，Google Chrome，Internet Explorer 10和Safari等多种浏览器登入Google文件。（尽管Opera并不是官方声明支援的浏览器，但它通过“伪装成Firefox”功能也能够使用Google文件的所有功能。）

## 安全
除了Google账户登录界面默认强制使用SSL加密连接外，Google文件亦默认适用加密的HTTPS链接。
随着越来越多的用户使用统一的Google帐户，敏感文件的保密性也逐渐受到更广泛的关注。统一认证在提供一些便利的同时，也意味着对于安全性的一些威胁，例如无需再次密码校验便可访问Google文件。
在2009年3月10日，Google报告了Google文件的一个程序错误，一些私有文件被许可了不可预期的访问。Google相信在他们提供的服务中，只有0.05%的文档受到了这个程序错误的影响，并声明已经修正。

## 移动访问
移动版的Google文件允许用户在其移动浏览器中浏览Google文件。用户可以查看文档，也可以查看和编辑電子製表。Google文件针对iPhone和Android的版本中，不仅为这些设备单独设计了交互界面，还包括功能强大的電子製表编辑功能和演示查看功能。另一方面，人们在任何移动设备上都无法查看或编辑的开放格式的数据库文件。

## 外部連結
- Google文件
- Google試算表
- Google簡報
- Google表單
- （英文）Offical Google Docs Blog（页面存档备份，存于）
- （英文）Tonic Systems（描述了一些Google购并的细节）